# Mi-30 (航空機)
Mi-30
- 用途：輸送用転換式ヘリコプター
- 製造者：ミル設計局
- 運用者：未運用

Mi-30(ロシア語: Ми-30)は、転換式（ティルトローター）の旅客輸送機の計画。1972年に開始し、Vintoplanと呼ばれた。Mi-8/Mi-17ヘリコプターを置換できるように製造され、19人の乗員または2t程度の貨物を運ぶ能力を持つ計画であった。翼の両端に4枚翼のプロペラローターを取り付け、双方のエンジンにクリーモフ TV3-117の使用が考えられた。1991年、EDOはMi-30S、Mi-30D、Mi-30Lの3形式を計画した。しかし、大型版の製造には至っておらず、唯一の飛行可能なモデルは飛行能力テストのための小型のラジコンであった。